# 精神日本人
精神日本人，简称精日，又称精日分子，是政治和社会话语中使用的负面指涉用语，在中国大陆指的是被认为支持日本军国主义的极端主义观点的非日本血统的人，同时此类人士对自己的种族怀有仇恨，并在“精神上”将自己视为日本军国主义者。“精日”是诞生于网络社区的一个流行語，在形成上与「親日」、「哈日」等詞有关，但在定性上有別。

## 背景
現代全球文化交流日益频繁，部份中国人受到日本文化的影响。表面來看，一些深受日本文化影响的中國人，对日本的社会价值观和政治认同感高於中國，有人自稱為没有日本國籍的日本人，将中国视为“不慎投胎来到的地方”，而日本才是其精神母国。他们試圖保持着「日本式的」生活习惯，發表认同和美化日本的言论或行为，包括以文字、圖片、語言、說唱、照片、影視、肢體語言等各種方式，也有人以二战日本军造型亮身人前。他們當中對南京大屠殺有不同的見解，认为「（日軍）殺得太少（南京）人」。此舉引发中国大陆反日情绪。
根据BBC的一篇文章，“精日”一般指的不是那些仅欣赏日本技术进步、支持中日友好关系或消费日本商品的人，而是主要指那些“在精神上与日本人（尤其是其中的极右翼）等同的人”。

## 社会事件
2014年9月6日，山东泰山举行的第二十八届泰山国际登山节上，出現一名穿着印有“大日本帝国海军”字样衣服的男子，随后該男子被现场人士包围及指责。该男子辯称他在日本长大，平常就是这種造型。一名群众上前将其外衣撕扯下来，導致该男子與其他游客起冲突，最終男子穿上工作人员提供的一件外套。後执勤民警前來，將其帶走。
2017年8月7日下午，發生「四行仓库日军照事件」。新浪微博用戶“上帝之鷹_5zn”（孟馳）發微博稱：“4個『精日』身穿二戰日軍制服，乘夜在著名抗日遺址、愛國教育基地四行倉庫拍照留念，惡毒褻瀆烈士英靈，令人髮指，求擴散！”而另一張文字截圖顯示，QQ用戶“利馮茲·維森”在QQ空間發文稱：“為期7天的淞滬行在各位的協力下順利完成，包括夜襲四行……”他提及過程細節，稱當晚很多人，行動很“刺激”且“幾秒的功夫就迅速搞定”。他指在“戰爭末期曾經參與過上海事變（指“八一三”淞滬抗戰）的將校故地重遊”期間被盯著，但沒被阻止。8月13日，广西宾阳亦出现身穿日军军服，公开支持日本侵华战争的事件。
2018年2月20日，南京紫金山西山碉堡群出現兩名男子身穿日軍服裝的事件。當晚，两名男子遭网友批判。事後，一男子威脅“在南京紫金山著日軍軍服拍照滋事”的舉報人，被警方行政拘留7日。
2018年4月19日，迪士尼影業為《復仇者聯盟3：無限之戰》在上海迪士尼舉辦的宣傳活動。主办方本身存在一系列失误，日后向参加活动的觀眾道歉。19日活動結束时，觀眾在現場遺留大量垃圾。名为「潔潔良」的微博用户對此發出“惡臭你支”的評價。其後19日至20日期間，田佳良進行評論時，继续使用「粉紅豚」、「國家支意」等一系列詞語。隨後有網友私信提醒「支那」是侮辱中國的意思，但田佳良回覆「廢話，不侮辱，我說它幹嘛」，拒絕刪帖，並更頻繁發表類似言論。同时田佳良还被爆出有学术不端。最终田佳良被厦门大学开除，是为田佳良事件。
2018年8月，新浪微博賬戶「司波達也太君」在新浪微博用戶「綿陽網警巡查執法」的評論區內發表“安倍首相是我亲爹”、“老子不是洋奴，老子是精日。”等言論。8月16日，微博用戶「司波達也太君」被安徽省马鞍山市公安機關以涉嫌尋釁滋事罪予以拘留。
2019年4月，演员赵立新在新浪微博陆续发布“日本人占领北京八年，为什么没有抢走故宫里的文物并且烧掉故宫？这符合侵略者的本性吗？”、“英法联军为什么要火烧圆明园？”等言论，引发众多网友关注，并被质疑美化侵略者，随后紫光阁、共青团中央、中国反邪教等官方媒体微博点名批评。舆论广泛发酵后，赵立新删除了相关争议微博，于4月3日发表致歉声明，并在不久后（4月6日），其个人微博被注销，其工作室官微也清空了所有内容。
2019年4月8日，河北保定市高阳县医院的急诊科LED屏幕上，突然出现“日本万岁”、“支持中国的是傻逼”、“打到（倒）中国的帝国主义”等字眼。有网民发现后拍摄短片，期间遭医院保安阻止，他上载后随即惹起舆论关注。医院其后切断屏幕电源撤下该标语，并联同高阳县卫生局就此事报警。至下午3时许，警方已拘捕31岁李姓男疑犯。
2019年7月11日，武汉大学被爆料录取了一名曾在脸书发表“精日”言论的台湾交換學生柯筌耀，柯筌耀曾在其脸书发表期待日本“祖国”收复台湾，日本台湾“两岛同属一日”等言论。後柯筌耀放棄前往武漢大學就讀。
2019年7月28日及29日，辽宁、安徽、湖北、江苏4省联动发布有关打击精日分子的警情通报。辽宁大连沙河口警方指控辽宁人卢某宁在中國境外网站发布反华、辱华漫画和精日言论，並向境内青少年传播反华精日思想，拉攏青少年加入在网络上成立的非法组织。卢某宁從日本回國時遭到警方逮捕。安徽淮南警方通报指，22歲當地女居民张冬宁，喜爱日本漫画，极度崇拜日本文化，有明显精日反华倾向。张冬宁与卢某宁通过网络结识，張冬寧创作“猪头人身”系列侮辱中国人形象的漫画300余幅，由卢某宁发布。張冬寧於2019年5月遭到逮捕。安徽宿松警方通报，江西赣州籍人员叶某扬、徐某明、刘某春、廖某林向精日出售非法獲取的个人信息。4人于2018年10月逮捕，2019年3月获刑。湖北武汉警方、宜昌警方則通報24岁的张某曦因发布反动谣言，个人身份信息，实施网络暴力恐吓他人，煽动民族仇恨，丑化国家形象，已被批准逮捕；17岁的李某龙因认错态度好，交代其他精日分子犯罪线索，仅被批评教育。湖北樊城警方通报，网民张某远在网络社交媒体中与反华“精日”分子勾结，被舉報後遭到公安机关行政拘留7日。湖北監利警方通报，“精日”分子朱某某在互联网编造发布“辱华”、“反华”言论，被舉報後在公安机关调查时朱某某主动交代其他“精日”分子的线索，主动删除有害信息并注销相关社交网络账号，民警对其进行批评教育。江苏南京警方通報稱20岁江苏常熟人戴某翼，盗取近百个微博账号，仿冒四川警方“绵阳网警巡查执法”账号，发布反华、辱华言论，向青少年傳播日本军国主义思想。戴某翼隨後遭到刑事拘留。
2019年9月29日，微信用戶為“24K纯帅”的四川阆中籍男子戚某龙在微信群內聊天涉及電影《我和我的祖國》時自稱「我和我的大日本帝國」，并针对中華人民共和國建國70週年阅兵式多次发表有爭議言论，遭到其他微信用戶批評以及舉報。9月30日凌晨，阆中市公安局根据中华人民共和国《治安管理处罚法》第二十六条之规定对戚某龙作出行政拘留7日的决定。
2020年6月，有网友举报，疑似中国科学院大学学生在推特上发表“南京是日本的南京”、“日本内政不容干涉”等涉及南京大屠杀的极端言论。后经调查为2019级硕士生季子越发表。7月19日，中国科学院大学发布声明，将季子越开除学籍。
2021年7月7日，微博流传着以一位女孩乘坐地铁画面为附图的失实精日帖子，引发舆论关注。后该女孩母亲在微博发声辟谣称女孩为中国籍。发布不实帖子的杜姓网民拒绝删除失实文章。2022年，杭州互联网法院作出判决，责令杜某在报纸上赔礼道歉，并赔偿1万元人民币精神抚慰金以及维权费用损失5000元。

## 反應

### 官方
- 中國共產黨北京市委員會机关刊《前线》杂志评论员总结认为，“精日”行为动机多样，表现形式不一，其症结是历史观扭曲，本质是历史虚无主义，精日分子往往表現出盲目崇拜日本、为日本侵略罪行辩解、發表有損民族感情言論、編造歷史等特征[30]。

- 《環球時報》表示，部分在中國土生土長、深受中国教育的“精日份子”「隐藏在身边」。如在QQ、百度贴吧等國內網上，會存在與精日相关的群组和組織[31]。

- 共青团中央表示，「欣賞國外的優秀文化從不妨礙我們去熱愛自己的國家！」單是喜歡日本漫畫和動畫，吃日本料理和愛日本文化，不等同是精神日本人。而精神的日本人是具有明顯的日本軍國主義熱情，並建立在自己民族之上，以之進行褻瀆和侮辱國家的行為[32]。

- 中华人民共和国外交部部长王毅於2018年3月8日宣布，“精日”分子是“中国人的败类”[33]。同時，文艺界全国政协委员如张凯丽、成龙等38人联合递交一份关于“制定保护国格与民族尊严专门法”的提案，对“精日”分子的行为纳入《中华人民共和国刑法》处罚的范畴[34]。

- 第十三届全国人大常委会於2018年4月27日進行第二次会议，《中华人民共和国英雄烈士保护法》的表决全票通过，以法制对英雄烈士进行保护，并写入相关条款打击“精日分子”。该法规定，禁止歪曲、丑化、亵渎、诽谤、否定英雄烈士事迹和精神[35]。8月28日，南京市第十六届人大常委会第五次会议提请审议《南京市国家公祭保障条例（草案）》。根据《草案》，任何组织及个人禁止歪曲、否认南京大屠杀史实，侮辱、诽谤南京大屠杀死难者、幸存者和在抗日战争中殉国的英雄烈士，编造、传播有损国家和民族尊严、伤害人民感情的言论或者信息；禁止在国家公祭设施等地使用二战时期日本军服、图标或者相关道具拍照、录制视频或者通过网络对上述行为公开传播，宣扬、美化侵略战争和侵略行为；禁止任何组织或者个人侵害南京大屠杀死难者、幸存者的姓名、肖像、名誉、荣誉等合法权益。违者将承担法律责任[36]。

### 学者
2018年华中科技大学马克思主义学院杨金华、黄陈晨在《红旗文稿》上指出，“精日”分子往往是民族文化的自卑者，他们在与日本文化的接触过程中产生了一种民族精神的挫败感。“精日”分子泯灭基本民族良知，通过把敌意和侮辱施加到自己民族同胞的身上，以凸显出日本的优越感，而不管这些言语和行为是否会伤害中国人的民族情感，“逢中必反，逢日必捧”，不惜以污言秽语咒骂自己的民族同胞。“精日”分子为自己虚构了一个完美的日本，而他们则是为了守护自己的理想国而战的“勇敢战士”。在抗战遗址面前，“精日”分子穿着侵华日军军服耀武扬威，化凶残为一笑，戏忠烈为一谑，让国难变成娱乐，让国耻变成笑话，既玷污了历史神圣感，也扭曲了主流价值观。

### 質疑
曾有人因認同日軍侵華或單單崇拜現代日本文化，而遭到集體欺凌，公開指責包括起底和暴打。重要人物曾被中國共產黨開除黨籍，及官媒嚴詞的點名批判，涉及黨員的「田佳良事件」 ，還有钟义凯、邓博、相毅林等人。
最初，精神日本人的定性不清晰。當時中國民眾提了全面反日計劃，即赴日旅遊、購買日貨和追蹤日本明星的人，會被大中華主義者以文革式批鬥攻擊。這些事發生後得到外地媒體及中共中央關注。 2010年《香港蘋果日報》專欄作家李平指出，反日示威「開始衝擊北京的底線，其結果很可能是『東京不怕、北京怕』……北京可以操控一切的時代已過去」。
日本媒体人武藏野闲人指出，中国大陆政府污名化“精日”一词，其故意主观地把“精日”的“日”对应第二次世界大战的大日本帝国、而非对应战后的日本，认为中国大陆对精日的批斗彰显自信不足，武藏野认为选择日本为精神上的祖国没有错误，谁都有权利选择自己喜欢的国家。同时认为喜欢中国与喜欢日本亦可同时存在，两者并不对立，中国大陆对“精日”的扩大化与污名化使喜欢日本的人士受到了影响，使得中国大陆人士不敢公开在社交媒体表达对日本的喜欢。